# MIQA
MIQA(미카/한동희, 1986년 10월 15일 ~)는 대한민국의 작곡가 겸 음악 프로듀서이다. 작곡가 윤일상의 6촌 동생이자 어시스턴트 프로듀서로서 내가네트워크에 소속되어, 요아리밴드 키보디스트로도 활동하였다.  과거 PD한스(PD HANS), DX 등의 이름으로 활동하였다.

## 이력
- 1986년 : 대구광역시 출생
- 2004년 : 밴드 <Elite Krew> 결성, Keyboard, Bass, Live directing
- 2005년 : <Elite Krew> Queen Live Hall 단독콘서트
- 2011년~2014년 : 윤일상 작곡가 사사. Assistant Producer
- 2011년~2014년 : i-NEGA / 내가네트워크 프로듀서
- 2011년~2014년 : 요아리밴드 <Muslumb> Keyboard
- 2011년 : MLB 'Make your story' CF 음악&출연
- 2012년 : 블리자드 엔터테인먼트 <디아블로 III> 공식 CF - Assistant Staff
- 2012년 : MBC <스타 오디션 위대한 탄생 2> 윤일상 멘토 스쿨 Assistant Producer
- 2012년 : <EBS 스페이스 공감> Live Session(Keyboard) & Live Co-Director
- 2013년 : 독일 단편 애니메이션 <The Fruits of the Ginkgo Tree> 음악감독
- 2013년 : Mnet <슈퍼히트> 편곡
- 2013년 : 넥슨/네오플 <사이퍼즈> Soundtrack 'Level up' Co-Producer
- 2013년 : 요아리 EP <맘에 드니?> Co-Producer
- 2013년 : 루나플라이 정규앨범 <FLY TO LOVE> 편곡
- 2014년 : 스마일게이트/팜플 <원티드 for Kakao> BGM
- 2014년 : TV조선 <파랑새는 있다> OST 편곡
- 2014년 : 단편 영화 <협상택시> 음악감독
- 2015년 : 구글플레이 <히트캔> BGM
- 2015년 : 단편 영화 <황혼의 사랑> 음악감독
- 2015년 : 단편 영화 <태권맨 지용준> 음악감독
- 2015년 : 구글플레이 <용사는 구직중> BGM
- 2015년 : KBS <TOP밴드> 편곡
- 2016년 : Nuri Studio 음악감독
- 2016년 : PD CLAN(피디클랜) 총괄 프로듀서
- 2019년~현재 : TXWD 총괄 프로듀서

- 한국음악저작권협회(KOMCA) 회원
- 경기문화재단 청년예술인 선정

## 음반

### 디지털 싱글
- 《Snow Wolf》(2015년)
- 《Pierrot Waltz》(2015년)
- 《Future Viewer》(2016년)
- 《Ontic Overture》(2017년)
- 《Encounters》(2019년)
- 《The Victory March》(2020년)

### 미니 앨범(EP)
- 《2931 TRANSITION》(2016년)

1. Snow Wolf
2. Zoo Dream
3. Pierrot Waltz
4. Stranger or Not
5. The moment before falling
6. Critical Act

### 정규 앨범
- 《Rebirth》(2019년)